# 790-ті до н. е.

## Історичні події

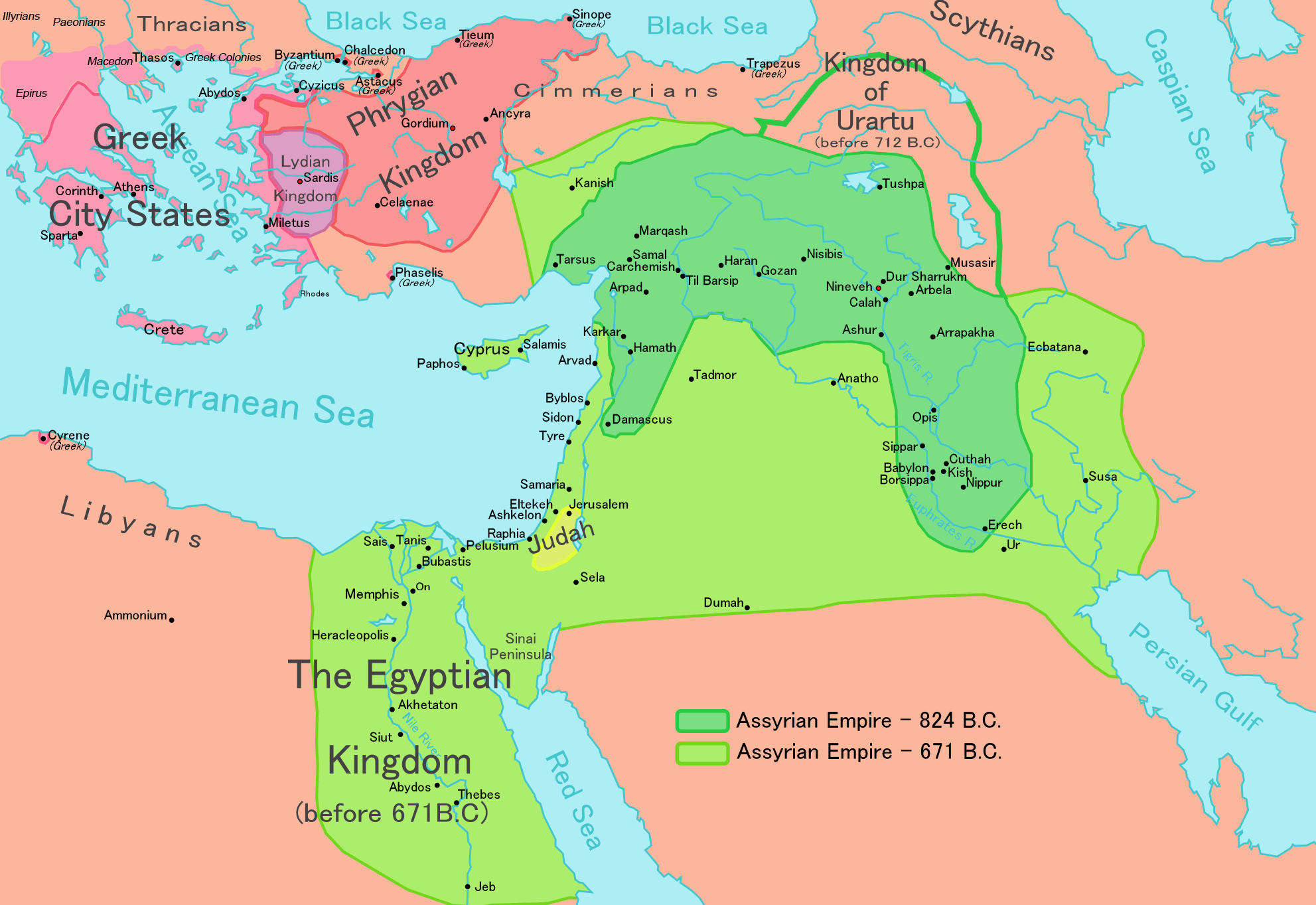
Карта розташування та розширення Неоассірійської імперії.

- 799 р. до н. е.— Згідно з санскритським текстом, Ваю Пураною, династія Прадиота захоплює Магадху, правлячи там наступні 138 років.
- 797 р. до н. е.— Теспій, архонт Афін, помирає після 27-річного правління. Наступним правителем стає його син — Агаместор.
- 796 р. до н. е.— Адад-Нірарі III завойовує Дамаск після облоги короля Бен-Хадада III .
- близько 790 р. до н. е.— Адад-Нірарі III здійснює набіг на халдеїв .[1]

## Впливові люди того часу
- Хазаїл, цар Арамейського Дамаска, р. 842—796 рр. до н.е
- Пігмаліон, легендарний король (колишній спільний правитель зі своєю сестрою Дідоною) Тиру, р. 831—785 рр. до н.е
- Шошенк III, фараон Єгипту (двадцять друга династія), р. 837—798 рр. до н.е
- Йоаш Юдейський, цар Юди, 836—797 рр. до н.е
- Сюань, король Китаю з династії Чжоу, р. 827—782 рр. до н.е
- Феспій, архонт Афін, на посаді 824—797 рр. до н.е
- Йоахаз, цар Ізраїлю, 814—798 рр. до н.е
- Дідона, легендарна королева (і засновниця) Карфагена, р. 814—760 рр. до н.е
- Адад-Нірарі III, цар Ассирії, р. 811—783 рр. до н.е
- Утупурші, король Діуехі, р. 810—770 рр. до н.е
- Менуас, король Урарту, р. 810—785
- Каран, цар Македонії, р. 808—778 рр. до н.е
- Шошенк VI, фараон Єгипту (двадцять третя династія), р. 801—795 рр. до н.е
- Агесилай I, Архілай (царі Агіади, правління 820—790 до н. е. та 790—760 до н. е. відповідно) та Евном (король Евріпонтид р. 800—780 до н. е.), співкоролі Спарти
- Лікург Спарти (800 до н. е.?–730 до н. е.?), легендарний законодавець
- Нінурта-апла-X (повне ім'я невідоме), цар Вавилону, 800—790 рр. до н. е.
- Йоаш Ізраїльський, цар Ізраїлю, 798—782 рр. до н.е
- Шошенк IV, фараон Єгипту (двадцять друга династія), р. 798—785 рр. до н.е
- Амасія, цар Юди, 797—768 рр. до н.е
- Агаместор, архонт Афін, на посаді 797—778 рр. до н.е
- Бен-Хадад III, цар Арамейського Дамаска, 796—792 рр. до н. е.
- Осоркон III, фараон Єгипту (двадцять третя династія), р. 795—767 рр. до н.е
- Алара, король Куша, р. 795 — бл.765 до н.е
- Резін, цар Арамейського Дамаска, р. 792—732 рр. до н.е
- Мардук-бель-зері, цар Вавилону, 790—780 рр. до н.е
- Гомер Хіосський, легендарний грецький поет
- Єровоам, ізраїльський принц, регент і майбутній цар

## Сучасники майбутнього значення
- Йона Ізраїльський, майбутній пророк (згідно з Біблією)
- Амос Ізраїльський, майбутній пророк і автор Книги Амоса (згідно з Біблією)